# Lincoln Presno
Lincoln Alfredo Presno (Montevideo, 6 de enero de 1917 - Montevideo, 1991) fue un escultor. pintor, dibujante y docente uruguayo integrante del Grupo 8 que tuvo gran destaque en la década de 1960 en Uruguay.

## Biografía
Estudió dibujo y pintura en el Círculo de Bellas Artes con Guillermo Laborde y luego tuvo un breve pasaje por el Taller Torres García.
En la década del 60 fue cofundador del "Grupo 8" del Uruguay que estaba integrado por Óscar García Reino, Carlos Páez Vilaró, Miguel Ángel Pareja, Raúl Pavlotzky, Américo Spósito, Alfredo Testoni y Julio Verdié donde desarrollaban la corriente abstracta en la década de 1960.
En 1970 realizó un monumento en memoria de John Fitzgerald Kennedy en Quemu Quemu en la provincia argentina de La Pampa apoyado por el poeta Rafael Squirru.
Representó al país en la Bienal de São Paulo en las ediciones I, II y IV.
Fue docente en la Universidad del Trabajo del Uruguay y cumplió funciones en el Palacio Legislativo del Uruguay como conservador artístico y luego como asesor.

## Premios
- Medalla de Oro. Premio Werthein, Buenos Aires (1960)
- Premio Internacional de Punta del Este (1959)